# Брдо (Доњи Вакуф)
Брдо је насељено место у Босни и Херцеговини у општини Доњи Вакуф које административно припада Федерацији Босне и Херцеговине. Према попису становништва из 1991. у насељу је живјело 32 становника.

## Становништво
По последњем службеном попису становништва из 1991. године, у насељу Брдо живела су 32 становника. Становници су претежно били Хрвати.
| Националност | 1991.       | 1981. | 1971. |
| Хрвати       | 26 (81,25%) |       |       |
| Срби         | 6 (18,75%)  |       |       |
| Укупно       | 32          |       |       |